# Gear (DC Comics)
Gear (vero nome I.Z.O.R.) è un personaggio dei fumetti pubblicati dalla DC Comics. È un membro della Legione dei Super-Eroi nel XXX e XXXI secolo.

## Biografia del personaggio
Gear è un Linsnarniano, una razza composta di cibernetica organica sotto gusci umanoidi. La Blackstar Juvenile Correctional Facility lo catturò per mantenere in uso il proprio sistema. Per qualche tempo, finse di essere servile, mentre in realtà riprogrammava alcuni dei suoi macchinari per disattivare i sistemi che mantenevano gli esseri lì imprigionati privi di poteri. Con l'arrivo della Legionaria Sensor nella stazione, fu convinto da lei a muoversi prematuramente, danneggiandosi e quindi attivando i sistemi di sicurezza.
Tuttavia, Brainiac 5 riuscì a ripararlo con successo, e Gear rimase nell'avamposto spaziale della Legione finché la maggior parte dei membri della squadra fu divisa da una spaccatura nello spazio che, come risultato, li mandò indietro nel tempo. R. J. Brande si mise in contatto con i Legionari rimanenti, Gear incluso, e li mise insieme per creare una "Legion World" - un pianetoide artificiale per ospitare la squadra ora ricostituita ed estesa, che Gear e Lyle Norg, oltre a progettare, aiutarono a costruire.

## Poteri e abilità
Gear è composto di macchinari organici, e può trasformare le parti del suo corpo in oggetti e utensili, nonché interfacciarsi con i computer.